# Сушево
Су́шево (болг. Сушево) — село в Разградській області Болгарії. Входить до складу общини Завет.

## Населення
За даними перепису населення 2011 року у селі проживала 641 особа.
Національний склад населення села:
| Національність   | Кількість осіб | Відсоток |
| ---------------- | -------------- | -------- |
| турки            | 447            | 92,9%    |
| болгари          | 30             | 6,2%     |
| Всього відповіли | 481            |          |

Розподіл населення за віком у 2011 році:
Динаміка населення: